# (53029) Wodetzky
(53029) Wodetzky est un astéroïde de la ceinture principale.

## Description
(53029) Wodetzky est un astéroïde de la ceinture principale. Il fut découvert le 22 novembre 1998 à Piszkesteto par Krisztián Sárneczky et László L. Kiss. Il présente une orbite caractérisée par un demi-grand axe de 2,40 UA, une excentricité de 0,04 et une inclinaison de 6,0° par rapport à l'écliptique.

## Compléments